# Squalidus
Genre
Squalidus est un genre de poissons téléostéens de la famille des Cyprinidae et de l'ordre des Cypriniformes. Squalidus est un genre qui se rencontre en Asie orientale.

## Liste des espèces
Selon FishBase (13 septembre 2015):
- Squalidus argentatus (Sauvage & Dabry de Thiersant, 1874)
- Squalidus atromaculatus (Nichols & Pope, 1927)
- Squalidus banarescui Chen & Chang, 2007
- Squalidus chankaensis
  - Squalidus chankaensis biwae (Jordan & Snyder, 1900)
  - Squalidus chankaensis chankaensis Dybowski, 1872
- Squalidus gracilis
  - Squalidus gracilis gracilis (Temminck & Schlegel, 1846)
  - Squalidus gracilis majimae (Jordan & Hubbs, 1925)
- Squalidus homozonus (Günther, 1868)
- Squalidus iijimae (Oshima, 1919)
- Squalidus intermedius (Nichols, 1929)
- Squalidus japonicus
  - Squalidus japonicus coreanus (Berg, 1906)
  - Squalidus japonicus japonicus (Sauvage, 1883)
- Squalidus mantschuricus (Mori, 1927)
- Squalidus minor (Harada, 1943)
- Squalidus multimaculatus Hosoya & Jeon, 1984
- Squalidus nitens (Günther, 1873)
- Squalidus wolterstorffi (Regan, 1908)

## Galerie

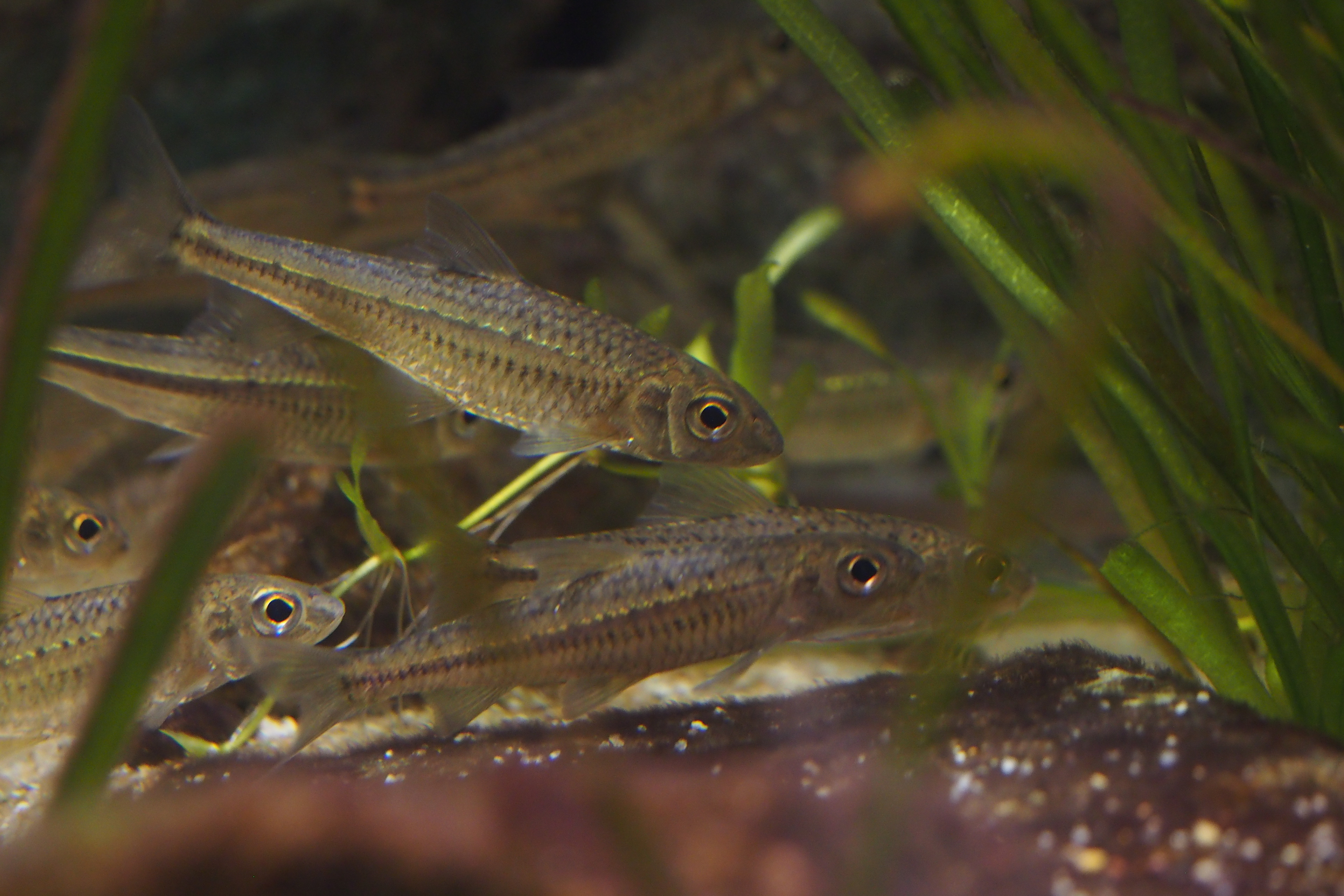
Squalidus gracilis gracilis
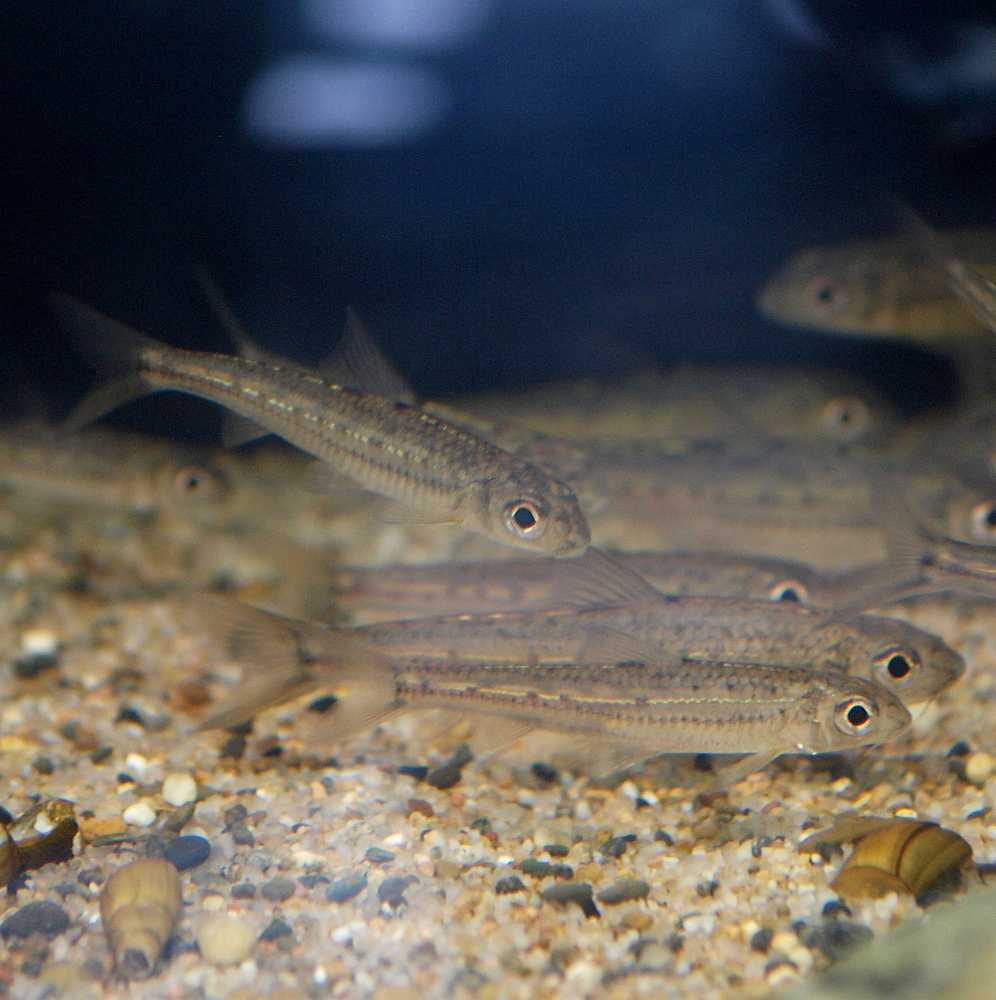
Squalidus japonicus japonicus
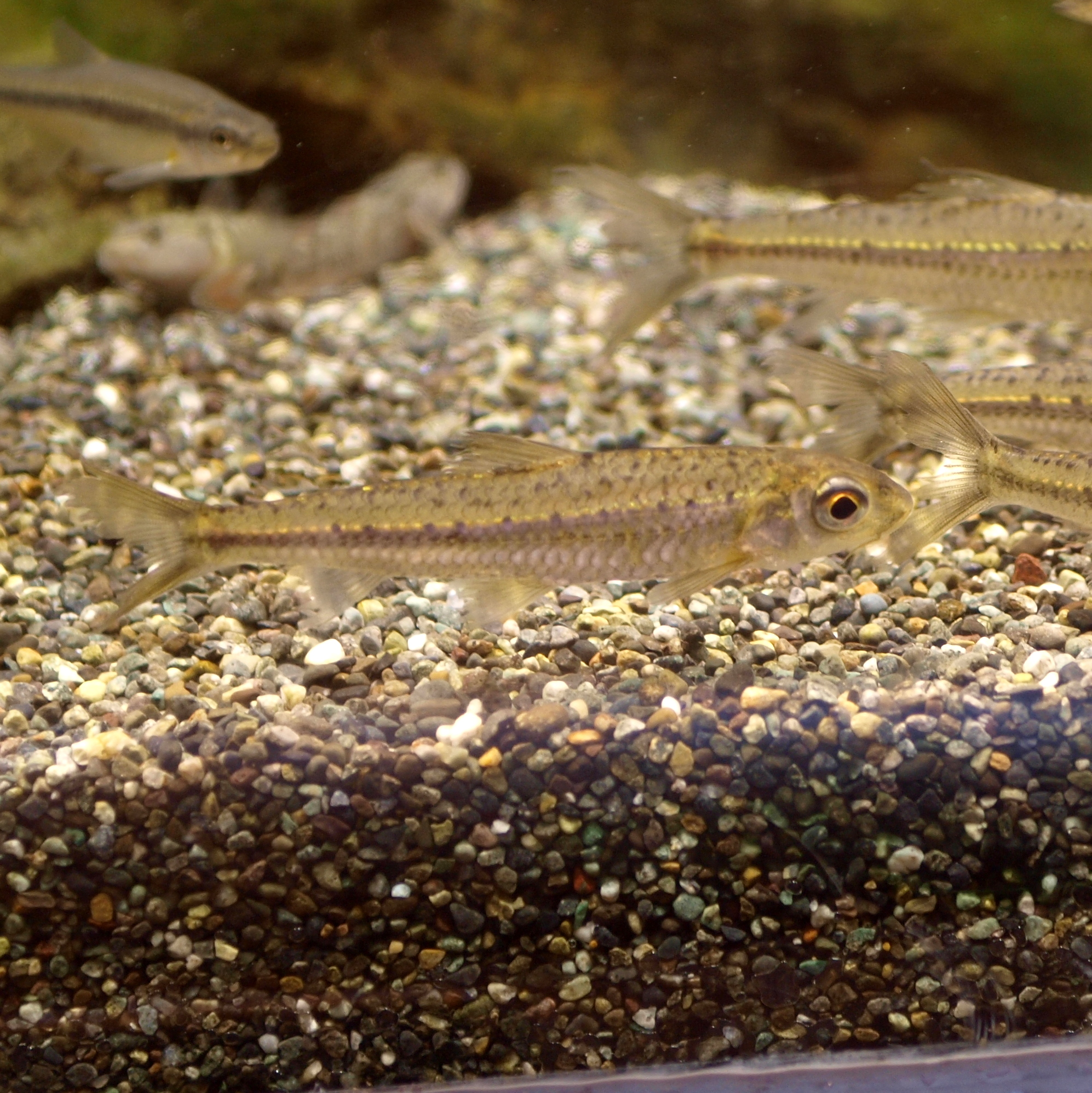
Squalidus chankaensis "tsuchigae"